# Seznam zápasů české a norské hokejové reprezentace
Toto je seznam zápasů české a norské hokejové reprezentace na ZOH a MS.

## Lední hokej na olympijských hrách
| Datum     | Číslo | Česko | Výsledek | Zápas | ZOH  | Místo       | Branky České republiky                               |
| --------- | ----- | ----- | -------- | ----- | ---- | ----------- | ---------------------------------------------------- |
| 18.2.1994 | 1     | Česko | 4:1      | ZS    | 1994 | Lillehammer | Jiří Doležal, Tomáš Sršeň, Radek Ťoupal, Jiří Kučera |

## Mistrovství světa v ledním hokeji
| Datum     | Číslo | Česko | Výsledek | Zápas | MS   | Místo       | Branky České republiky                                                                            |
| --------- | ----- | ----- | -------- | ----- | ---- | ----------- | ------------------------------------------------------------------------------------------------- |
| 21.4.1993 | 1     | Česko | 2:0      | ZS    | 1993 | Dortmund    | Richard Žemlička • Jiří Doležal                                                                   |
| 30.4.1994 | 2     | Česko | 2:2      | ZS    | 1994 | Canazei     | Martin Ručinský • Jiří Doležal                                                                    |
| 29.4.1995 | 3     | Česko | 3:1      | ZS    | 1995 | Stockholm   | Pavel Janků • Jiří Vykoukal • Radek Bělohlav                                                      |
| 24.4.1996 | 4     | Česko | 2:2      | ZS    | 1996 | Vídeň       | Drahomír Kadlec • Antonín Stavjaňa                                                                |
| 28.4.1999 | 5     | Česko | 6:3      | ZS    | 1999 | Lillehammer | 2x Viktor Ujčík • František Kaberle • Tomáš Vlasák • František Kučera • Roman Šimíček             |
| 29.4.2000 | 6     | Česko | 4:0      | ZS    | 2000 | Petrohrad   | Tomáš Vlasák • Michal Sýkora • David Výborný • Václav Prospal                                     |
| 12.5.2006 | 7     | Česko | 3:1      | OS    | 2006 | Riga        | Jan Hlaváč • Jaroslav Balaštík • Petr Tenkrát                                                     |
| 27.4.2009 | 8     | Česko | 5:2      | ZS    | 2009 | Kloten      | Jan Marek • Petr Čajánek • Josef Vašíček • Miroslav Blaťák • Jakub Klepiš                         |
| 11.5.2010 | 9     | Česko | 2:3      | ZS    | 2010 | Mannheim    | 2x Jaromír Jágr                                                                                   |
| 7.5.2012  | 10    | Česko | 4:3 SN   | ZS    | 2012 | Stockholm   | Aleš Hemský • David Krejčí • Michael Frolík • rozhodující nájezd Aleš Hemský                      |
| 14.5.2013 | 11    | Česko | 7:0      | ZS    | 2013 | Stockholm   | 2x Tomáš Fleischmann • Jiří Tlustý • Martin Hanzal • Zbyněk Michálek • Radim Vrbata • Zbyněk Irgl |
| 18.5.2014 | 12    | Česko | 1:0      | ZS    | 2014 | Minsk       | Vladimír Sobotka                                                                                  |
| 12.5.2016 | 13    | Česko | 7:0      | ZS    | 2016 | Moskva      | 2x Lukáš Kašpar • Roman Červenka • Tomáš Zohorna • Robert Kousal • Radim Šimek • Michal Řepík     |
| 11.5.2017 | 14    | Česko | 1:0 PP   | ZS    | 2017 | Paříž       | Jan Kovář                                                                                         |
| 11.5.2019 | 15    | Česko | 7:2      | ZS    | 2019 | Bratislava  | 2x Filip Hronek • 2x Michael Frolík • Michal Řepík • Filip Chytil • Dominik Kubalík               |
| 21.5.2022 | 16    | Česko | 4:1      | ZS    | 2022 | Tampere     | 2x David Pastrňák • Jakub Vrána • Roman Červenka                                                  |
| 20.5.2023 | 17    | Česko | 2:0      | ZS    | 2023 | Riga        | Dominik Kubalík • Jakub Flek                                                                      |
| 11.5.2024 | 18    | Česko | 6:3      | ZS    | 2024 | Praha       | 2x Roman Červenka • Ondřej Beránek • Matěj Stránský • Libor Hájek • Ondřej Palát                  |
| 11.5.2025 | 19    | Česko | 2:1      | ZS    | 2025 | Herning     | Jakub Flek • David Pastrňák                                                                       |
| Zdroj     |       |       |          |       |      |             |                                                                                                   |